# 鳥井温子
鳥井温子（とりい あつこ、1984年6月5日 - ）とは、GyaOの専属女性元アナウンサー。兵庫県出身。
身長164cm、B80cm、W60cm、H85cm（全て2018年現在）。

## 略歴
- 2005年、ユニバーサルスタジオジャパンにて、約1年間「レ・ビジュ」というショー・ユニットで活動し、人気を得る
- 「第1回ギャオーディション」で準グランプリ、フルキャストグループ特別賞を受賞。
- GyaO専属期間も関西在住だったため、毎週新幹線で六本木まで通っていた[1]。約1年間のアナウンサー期間を経て、以降は歌手として活動する。

## 人物
- 準グランプリ受賞後のブログで「ギャオーディション」をやらせだと思っていた為、自分が受賞した時は非常に驚いたと残している。
- 大阪音楽大学卒業。元テーマパークシンガー。バンドTweFiveAcidとしても活動していた。
- ガンバ大阪のサポーターである。観戦した模様がブログに良く掲載されている。

### 好きな人物
- 男性タレント：小栗旬、玉木宏
- ミュージシャン：AI、BoA、SE7EN、K、神話
- お笑いタレント：フットボールアワー、笑い飯、チュートリアル
- スポーツ選手：サッカー選手の巻誠一郎、バレー選手の越川優

### ファッション
- 好きなファッションブランドはグッチ、コーチ、ティファニー。

## 出演
- MIDTOWN TV月曜「スピードワゴンと土岐田麗子の巻」
- 同「スピードワゴンのナマ出し」
- 「ウエディングGyaO」
- 「今週のおすすめ番組」

### 同期
- 佐井祐里奈
- 田中玲美
- 寺田真二郎
- 川口りさ
- 植村麻奈美
- 伊東愛